# کلاودیا (خواننده)
کلاودیا (به انگلیسی: Klavdia) با نام کامل کلاودیا پاپادوپولو (به انگلیسی: Klavdia Papadopoulou) (زاده ۱۸ اوت ۲۰۰۲) خواننده یونانی است.
او نماینده یونان در یوروویژن ۲۰۲۵ است.